# Alberto Chang
Alberto Samuel Chang Rajii (Lima, 12 de febrero de 1974) es un empresario chileno quien fue acusado de estafa el primer semestre de 2015. Su método de estafa consistía en el esquema de pirámide con la cual logró estafar a un aproximado de mil afectados y adeudando $12 mil millones de pesos en impuestos. A 2024, Alberto Chang sigue prófugo, y sin poder ser extraditado, en Europa, específicamente en la República de Malta donde vive en medio de fiestas, lujos y amistades.

## Biografía
Hijo de Alberto Chang Silva y Verónica Rajii Krebs. Su infancia la vivió en la comuna de Recoleta. Posteriormente, fijó su domicilio en la comuna de Providencia. Egresó del Colegio Saint Gabriel’s y luego estudió Ingeniería comercial en la Universidad Diego Portales. Luego de egresar, Chang formó una agencia de publicidad con un compañero de estudios, después de esto, Chang crea la empresa Grupo Arcano S.A. fundada junto con su madre Verónica Rajii Krebs en el 2001. Gracias a esta empresa, no tardaría en hacerse con una gran red de contactos que le permitió sacar adelante su negocio y amasar una gran fortuna. Esta red de contacto se iría amasando, tras los engaños de que era egresado de un curso en la Universidad de Stanford, y de que, además, era dueño del 1 % de Google, además de otras; estas conductas fraudulentas acompañadas del lujo que ostentaba le generaron muchos contactos de las altas alcurnias como Richard Branson, amistades que eran trofeos fotográficos de su éxito con las relaciones públicas eran exhibidas detrás de su escritorio y servían para conquistar sus inversionistas, además de otros papeles los cuales lo hacían ver como acreedor de una gran fama de inversionista.
En su vida de estudiante, en la universidad y luego como empresario y estafador, tenía un fiel compañero y amigo, Rodrigo Quintanilla, era quien poseía la doble firma para la autorización de pago a los inversionistas. Además, era su fiel amigo y compañero.  Este murió en un accidente automovilístico el 18 de marzo de 2015. Esta muerte le provocó un vacío en su vida y fue el comienzo del desmoronamiento de su negocio.

## Denuncia
Los constantes atrasos de pagos, llamadas no respondidas y renuncia de ejecutivos comenzaron a mostrar el fracaso del negocio lucrativo que había funcionado por años. La pirámide comenzaba a desmoronarse, y con esto, Chang sale del país para establecerse en Europa. Luego, el 15 de junio de 2015, por medio de una denuncia anónima contra Alberto Chang, se comenzó una investigación que a finales de ese año se haría pública en los medios. Los clientes de sus dos empresas de inversión, estilo piramidal, se unirían a la acusación de estafa y se determinó que los afectados llegaron a los mil por más de US $100 millones.
En suma, el Servicio de Impuestos Internos (SII) hizo una liquidación de impuestos atrasados de Chang los cuales llegaban a $5.645 millones y $1.131 millones por concepto de Impuesto Global Complementario para los años tributarios de 2012 y 2013. Además, otros $5.486 millones, $51 millones y $8,6 millones por Impuesto Único para los años 2014, 2015 y 2016.
Además, la Comisión de Seguridad e Intercambio de Estados Unidos (SEC), agencia que regula los mercados financieros de este país, puso cargo contra Chang por presuntas irregularidades en sus negocios. Estos cargos implican a la empresa Onix Capital LLC, la que defraudó a los inversores al garantizarles retornos del 12 al 19 %, la misma forma piramidal de estafa que utilizó en Chile.
El viernes 15 de marzo de 2024, medios de comunicación de Malta comunicaron que Alberto Chang fue detenido por delitos de fraude con tarjetas de crédito, hurto agravado, posesión de objetos relacionados con fraude y "uso de un instrumento de pago incorpóreo distinto del efectivo falsificado".

## Resolución
A varios años de su fuga de Chile, Alberto Chang se encuentra viviendo en plena libertad en Malta, país que negó la extradición. Gracias a sus engaños y estafas, logró un nivel de vida excéntrico, que incluso después de haber huido de Chile ha logrado consolidar.  En el país europeo posee un penthouse con balcón con vista al mar y una piscina, sigue con sus salidas a locales nocturnos acompañado de amigos y empresarios malteses, los mismos que lo acompañan a todas las audiencias para defender su supuesta inocencia.